# 高里·加布列夫
高里‧加布列夫（ガウリイ＝ガブリエフ）為日本輕小說《秀逗魔導士》系列作中，小說正傳及動畫系列裡出現的主要角色。

## 構思起源
- 作者接受公認FC訪問時透露高里的姓氏加布列夫源自於「加百列」。
- 在「Slayers DX」一書裡提到高里原本是另一部未公開過的科幻小說的角色，在該作品中是與主角─露娜敵對的幕後大反派，由於設定上並非是人類，雖然外觀上看來與人類一模一樣，但腦袋等級和技術層面卻是完全不同的次元，是個相當無敵的角色。之後寫作上碰到瓶頸，開始改寫Slayers時，將此人大肆修改後沿用在故事裡。

## 角色介紹
在因緣際會之下，從盜賊手裡救了主角─莉娜，往後自稱為莉娜的監護人成為共同旅行的夥伴，在小說正傳裡是唯一不會使用魔法的角色。
其為傳說中打倒賽拉格魔獸沙那法的光之劍士的後裔，也是傳說之劍-光之劍的繼承者。劍術高超，金髮碧眼，長相相當英俊，但是記性不太好，食量驚人，被莉娜下了『史萊姆的腦袋、食人魔的體力』這樣的評語，動畫中則常被莉娜稱為水母頭腦，最後淪為搞笑角色，但女裝似乎很受歡迎，在動畫及電玩中都有男性向他求婚過。
小說中直覺敏銳度過人及視力異於常人的好，也常能一針見血點醒眾人，常常有出乎意料的表現。後期也支持著莉娜，兩個人一起渡過了不少難關。

## 武器
- 光之劍

因往昔持有者曾打倒賽拉格的魔獸而舉世聞名，成為傳說中五大名器之一，作為加布列夫家族的傳家寶世代傳承下來。
劍刃本身不具實體，劍柄平時嵌上金屬刀身，取下刀身後，能發動具現出光之劍刃，除了能切斷物質外，亦能破壞對手的精神層面，因而得以用來對付純魔族。
依使用者意志力的強度，具現出的光刃大小也不相同。在小說第一集裡交到擅於操控精神力施展法術的莉娜手上時，變化為重劍的長度。
依照不同的使用方法也能吸收敵方法術、附加攻擊咒文於其上，使之威力更增強。小說正傳裡莉娜屢次附加重破斬與龍破斬於其上，作為一決勝負的關鍵招式。
在小說正傳第七集裡，從魔族口裡得知正式名稱為「烈光之劍」，其正身為異界魔王─散播黑暗者的武器之一，原本人類是無法使用的，流落到赤之世界之後，不知為何成為人類也能使用的武器。小說正傳在第一部尾聲與冥王一戰時，由冥王送回黑之世界，動畫版則於第三部TRY時交予異界神族帶回。
- 斬妖劍

於小說正傳第十一集取得的傳說之劍，傳說中五大名器之一。有著薄紫色的劍身，可吸收被斬殺者的魔力，增加本身的鋒利度，因此可斬殺原為精神體的純魔族。也因為它本身是靠著吸收魔力來增強威力，一旦對手太弱時便無法完全發揮強韌的特性，是把遇強則強，遇弱則弱的劍。
由於本身太過鋒利，沒有任何劍鞘能收納，被莉娜諷刺為「全自動切割機」，請託龍族的長老─米魯蓋茲亞附加血之纹章降低鋒利度之後，才順利收入劍鞘裡。
赤龍神也曾使用過，是赤龍神在擁有赤龍之劍之前的佩劍。

## 備考
- 作者曾說高里之所以經常處於狀況外是為了代替讀者詢問有關Slayers世界觀裡的各項問題，幫助大家更近一步暸識這個世界。
- 小說外傳特別篇第21集中，高里原本想丟棄光之劍，卻遇上一位拿著釣魚竿的奇妙黑髮大叔讓他打消念頭，爾後遇上了莉娜共同展開冒險。
- 電影-完全無欠版裡出現的持有光之劍少年劍士=大賢者─勞迪似乎與加布列夫家族有很深的淵源，在廣播劇N＞EX.第四話 破壞神はつらいよ（破壞神難為）裡高里戲稱為50年前的祖先，這點尚未獲得作者證實。
- 作者受訪時曾說高里的哥哥死於兄弟爭奪繼承權的鬥爭中。[2]
- 受到電影版的影響，大家原本都臆測打倒魔獸─沙那法的祖先是持有光之劍的男性劍士，實際上是龍族青年術士與手持光之劍的女性劍士。[3]